# 小原光雲
小原 光雲 （おはら こううん、1880年（明治13年）12月19日 – 1938年（昭和13年）8月13日）は　大正-昭和時代前期の華道家。いけばな小原流二世家元。島根県松江市出身。本名は光一郎。

## 経歴
1880年（明治13年）、島根県松江市に生まれる。1890年（明治23年）、父（小原雲心）に呼ばれ大阪に転居する。父の勧めで商人を目指していたが、小原流興隆のため1904年（明治37年）、25歳で華道家に転身。1916年（大正5年）、父の死を受けて小原流家元を継承。以来、積極的に花展を開催し、ラジオや新聞・雑誌などで講座を受け持つなど、小原流いけばなの大衆化を図る。盛花に「型」を定め家元制度を確立させ、盛花をいける人を急増させる。大阪花道協会長などを歴任し、自由花系諸流派の旗頭を務めた。また、流内における後継者を育成するため、技法や教授法を整備した。1916年（大正5年）からは、天皇皇后御座所でもたびたびその腕前を披露し、パリ万国博覧会（1937年（昭和12年））にて上映された映画「日本のいけばな」の製作における技術指導も担当するなど、家元として、そして作家としていけばな文化の振興に努めた。商人を志していたこともあり経営の才覚にも優れており、「いけばなはソロバンなり」との名言を残した。池坊幹部でもあったため、池坊は小原流の併用を容認しており、門弟は二重看板が認められていた。

## 著作物
・『盛花瓶華集 』女学生画報社、1918年